# ソフィア地域圏
ソフィア地域圏（ソフィアちいきけん、Sofia）はマダガスカル北部に位置する地域圏。名称はソフィア川にちなむ。面積は5万100km²で、マダガスカルではアツィモ・アンドレファナ地域圏に次いで2番目に広い。2018年時点の人口は150万227人であった。地域圏都はアンツヒヒ。

## 行政区分
ソフィア地域圏は7つの郡に分かれ、各郡は108のコミューンに分かれている。
- アナララヴァ郡：11コミューン
- アンツヒヒ郡：12コミューン
- ベアラナナ郡：13コミューン

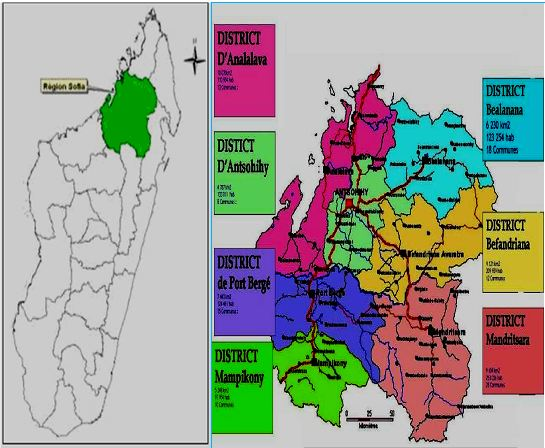
ソフィア地域圏

- ベファンドリアナ・ノルド郡：12コミューン
- ボリジニ・ヴァオヴァオ郡：15コミューン
- マンピコニ郡：6コミューン
- マンドリツァラ郡：22コミューン

## 交通

### 空港
- アナララバ空港
- アンツヒヒ空港
- ベアラナナ空港
- ベファンドリアナ・アヴァラトラ空港
- マンピコニー空港
- マンドリツァラ空港
- ボリジニー・ヴァオヴァオ空港

### 道路
ソフィア地域圏には、国道4号線（アンタナナリボ・マハジャンガ間）、国道6号線（アンツヒヒ・ディエゴスアレス間）、国号31号線（アンツヒヒ・アンドリツァラ間）、および国道32号線（アンツヒヒ・ベアラナナ間）が走る。

## 保護区

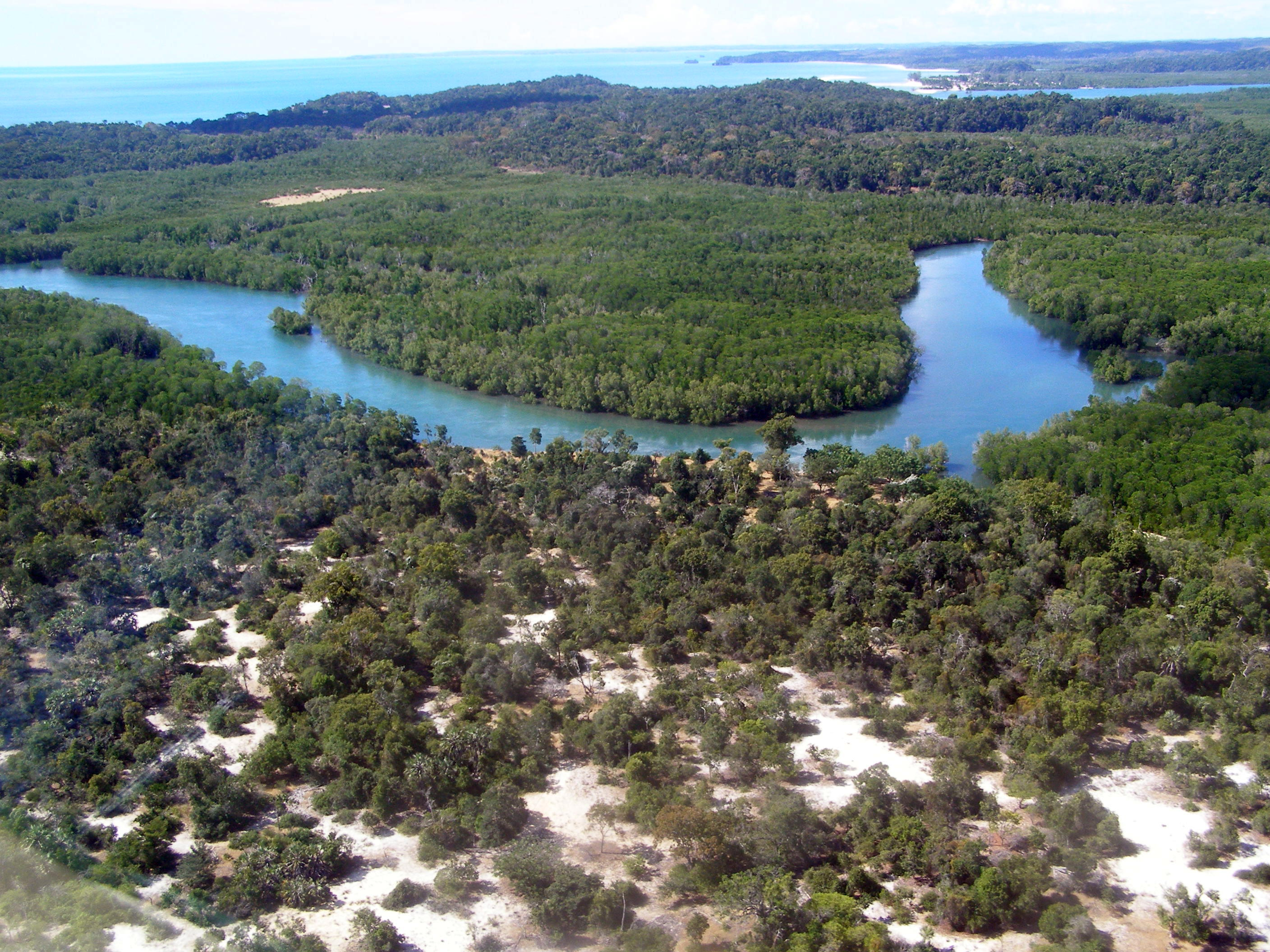
アンジャジャヴィ森林のマングローブ

ソフィア地域圏はマダガスカルで最もマングローブが密集している地域であり、総面積は450㎢に及ぶ。
- ボンゴラヴァ森林回廊
- マロタンドラノ保護区
- ボラ保護区
- タンポケツァ・アナラマイツォ保護区
- ラダマ諸島、およびサハマラザ国立公園
- ベマネヴィカ新保護区
- マヒンボロンドロ新保護区
- マキラ自然公園の一部
- アンジャジャヴィ森林保護区